# Porcellio uljanini
Porcellio uljanini är en kräftdjursart som beskrevs av Gustav Budde-Lund 1885. Porcellio uljanini ingår i släktet Porcellio och familjen Porcellionidae. Inga underarter finns listade i Catalogue of Life.